# District du Vigan
Le district du Vigan est une ancienne division territoriale française du département du Gard de 1790 à 1795.
Il était composé des cantons de le Vigan, Alzon, Aulas, Saint Laurent, Sumene, Treves et Valleraugue.
Le président du directoire du district est Jacques-Louis Aguze, jurisconsulte au Vigan et ancien propriétaire du château de La Valette de Bez-et-Esparon.